# Caridina gracilipes
Caridina gracilipes е вид десетоного от семейство Atyidae. Видът не е застрашен от изчезване.

## Разпространение и местообитание
Разпространен е във Виетнам, Индонезия (Папуа и Сулавеси), Китай (Анхуей, Гуандун, Джъдзян, Дзянси, Фудзиен, Хубей и Хунан), Малайзия (Саравак), Сингапур и Филипини.
Обитава сладководни басейни и реки.